# Антифашистичко веће народног ослобођења Југославије
Антифашистичко веће народног ослобођења Југославије (АВНОЈ; мкд. Антифашистичко собрание за народно ослободување на Југославија, словен. Antifašistični svet narodne osvoboditve Jugoslavije) било је највише представничко тело формирано 1942. од стране Народноослободилачког покрета (НОП) које је имало за циљ да обједињује рад Народноослободилачких одбора (НОО) органа „народне власти” који су успостављени током 1941. и 1942. ради управљања на ослобођеним територијама Југославије за време Другог светског рата. 
АВНОЈ је успостављен на свом Првом заседању одржаном 26. новембра 1942. у Бихаћу, а одржао је још два заседања — новембра 1943. у Јајцу и августа 1945.  Београду. Између заседања деловао је преко свог Извршног одбора, односно Председништва и Националног комитета ослобођења Југославије (НКОЈ), који је имао улогу владе. Седницама АВНОЈ-а и радом његовог Председништвом председавао је Иван Рибар. Друго заседање АВНОЈ-а прогласило се за ново законодавно тело Југославије и одлучило да она буде федерална република.
У лето 1944. западни савезници и Влада у избеглиштву признали су АВНОЈ као свејугословенско законодавно тело. Треће заседање АВНОЈ пдржано је августа 1945. и на њему је АВНОЈ прерастао у Привремену народну скупштину ДФЈ. Одлуком АВНОЈ-а утврђено је да ће југословенску федерацију чинити шест федералних јединица. 

## Прво заседање АВНОЈ-a
Након капитулације југословенске војске 17. априла 1941, Југославија је подељена између Немачке, Италије, Мађарске и Бугарске. Отпор овим окупационим режимима је довео до оснивања покрета отпора, резултујући да Комунистичка партија Југославије, тада активна само у илегали, преузме улогу вођења снага у југословенском отпору.
Дана 26. новембра 1942, партизанске вође Југославије су сазвале прво заседање АВНОЈ-а у Бихаћу у нади да ће добити политички легитимитет. Састојећи се од комитета и комунистичких и некомунистичких партизанских представника, под Јосипом Брозом Титом, АВНОЈ је прогласио подршку:
- демократији
- правима етничких група
- неповредивости приватне својине и
- слободе индивидуалне економске иницијативе за различите групе.

1943, Немачка је покренула офанзиву да би повратила своју контролу над Југославијом у очекивању Савезничког искрцавања на Балканско полуострво. Страхујући да ће од те инвазије корист имати четници, партизани су напали снаге пуковника Драгољуба Михаиловића и у марту избегли немачку армију и одлучно победили четнике у Херцеговини и Црној Гори.
Међутим, у мају су Немци, Италијани, Бугари и НДХ покренули напад против партизана у кланцу Сутјеске, али су партизани избегли опкољавање. Ово се показало као преломна тачка, а када се Италија предала у септембру, партизани су заробили италијанско оружје, стекли контролу над јадранском обалом и почели да примају помоћ од савезника у Италији.

## Друго заседање АВНОЈ-a
Заседање је одржано у ноћи 29. новембра 1943, у граду Јајце, (средња Босна), које је у то доба већ три месеца било под контролом партизана. Већина од 142 делегата били су присталице Комунистичке партије а међу осталима су били и делегати Хрватске сељачке странке (мачековци и радићевци), Муслиманске заједнице (спахиновци), Странке хришћанских социјалиста, Странке самосталних демократа, Радикалне странке, Српске земљорадничке странке, двојица Хрвата из Југословенског одбора основаног још 1915. године у Лондону и други.
У данима пре заседања хрватски вајар Антун Аугустинчић ваја бисту Јосипа Броза, која је после постављена у Дому културе (бивши Сокол), дворани где је заседао АВНОЈ, а Божидар Јакац, словеначки сликар, црта Титов портрет. Оба дела су потом била умножена у неколико стотина примерака. За декорацију дворане био је задужен српски сликар Ђорђе Андрејевић Кун. За ту прилику је нацртао портрете Стаљина, Рузвелта и Черчила и прве верзије новог грба Југославије.
Седницом је председавао хрватски политичар, предратни председник скупштине Краљевине СХС др Иван Рибар. Његов син Иво „Лола” Рибар је дан пре тога под чудним околностима погинуо на аеродрому у Гламочу припремајући се на пут до Египта. У радном председништву су поред њега седели др Јосип Видмар, др Павле Грегорић, др Војислав Кецмановић, др Иван Милутиновић, православни свештеник Влада Зечевић, др Златан Сремец, др Сулејман Филиповић и др Сретен Жујовић.
Након петочасовног заседања др Рибар је, непосредно пред поноћ, прочитао одлуке другог заседања АВНОЈА:
- Антифашистичко веће народног ослобођења Југославије се конституише у законодавно и извршно представничко тело Југославије, као врховни представник народа и успоставља се Национални комитет ослобођења Југославије (НКОЈ), са свим обележјима народне владе, преко кога ће АВНОЈ остваривати своју извршну функцију.
- да се створи федерална Југославија, заснована на праву о самоопредељењу, у којој је планирано да пет јужнословенских народа: Срби, Хрвати, Словенци, Македонци и Црногорци живе у шест федералних јединица : Србија, Хрватска, „Словеначка”, Македонија и Црна Гора и Босна и Херцеговина са једнаким правима;
- да се пониште одлуке југословенске владе у изгнанству
- да се краљу Петру II Карађорђевићу забрани повратак у земљу док се на референдуму не одлучи државно уређење будуће земље (монархија или република).
- Да се националним мањинама у Југославији обезбеде сва национална права.

Словеначка делегација, на чијем је челу био др Јосип Видмар, предложила је да се Титу додели звање „Маршал Југославије”. Председништво АВНОЈ-а је на својој првој седници 30. новембра 1943. године једногласно прихватило овај предлог (одлука бр. 7).
Стаљин се разбеснео када је сазнао да није био обавештен о заседању и наводно забранио Титу да прогласи АВНОЈ привременом владом. Међутим, западни Савезници нису били узбуњени, јер су веровали да су партизани једини југословенски покрет отпора који се активно бори против фашиста.
Децембра 1943, Рузвелт, Черчил и Стаљин су одлучили да подрже партизане. Велика Британија се придружила месец дана касније и престала је да снабдева четнике. Убрзо је прва совјетска мисија стигла у партизански штаб. САД су задржале војну везу са Михаиловићем да би охрабривали настављање четничке помоћи обореним америчким пилотима.
25. маја 1944, немачке падобранске трупе су напале Титов штаб у Дрвару, скоро га заробивши. Тито је отишао авионом у Италију и успоставио нови штаб на јадранском острву Вис. Након пребацивање своје подршке партизанима, Британија је радила на зближавању Тита и Петра. На ургирање Британије, Петар је одлучио да остане изван Југославије и у септембру је позвао све Југословене да пређу у партизане.

## Треће заседање АВНОЈ-а
Треће заседање АВНОЈ-а одржано је од 7. до 10. августа 1945. у Београду. АВНОЈ се конституисао као Привремена народна скупштина са задатком да припреми Уставотворну скупштину. 11. новембра 1945. одржани су избори за Уставотворну скупштину. Листа Народног фронта је добила 96% гласова. Народна скупштина је 29. новембра 1945. прогласила Федеративну Народну Републику Југославију (ФНРЈ). Југославија је постала федеративна заједница шест равноправних република.

## Мапа
| Преглед места у којима су одржана заседања АВНОЈ-а и земаљских антифашистичких већа | Преглед места у којима су одржана заседања АВНОЈ-а и земаљских антифашистичких већа |
| --- | ----------------------------------------------------------------------------------- |
| Прво заседање АВНОЈ-а, Бихаћ 26—27.11.1942Друго заседање АВНОЈ-а, Јајце 29—30.11.1943Треће заседање АВНОЈ-а, Београд 7—10.8.1945Главни НОО за Србију, Ужице 17—29.11.1941Заседање АСНО Србије, Београд 9—12.11.1944. и 7—9.4.1945Прво заседање АСНО Македоније, манастир Прохор Пчињски 2.8.1944Друго и Треће заседање АСНО Македоније, Скопље 28—30.11.1944. и 14—16.4.1945Прво заседање ЗАВНО Хрватске, Оточац 13—14.6.1943Друго заседање ЗАВНО Хрватске, Оточац 12—15.10.1943Треће заседање ЗАВНО Хрватске, Топуско 8—9.5.1944Четврто заседање ЗАВНО Хрватске, Загреб 24—25.7.1945Прво заседање ЗАВНО БиХ, Мркоњић Град 25—26.11.1943Друго заседање ЗАВНО БиХ, Сански Мост 30.6—2.7.1944Треће заседање ЗАВНО БиХ, Сарајево 26.4.1945Острошка скупштина, Острог 8—9.2.1942Прво, Друго и Треће заседање ЗАВНО Црне Горе и Боке, Колашин 15—16.11.1943; 16. фебруар 1944. и 13—15.7.1944Четврто заседање ЦАСНО, Цетиње 15—17.4.1945Прво заседање ЗАВНОС, Пљевља 20.11.1943Прво заседање ЗАВНОС, Нови Пазар 25—29.3.1945Кочевски збор, Кочевје 1—3.10.1943Прво заседање СНОО, Чрномељ 19.2.1944Друго заседање СНОВ, Љубљана 9—10.10.1946 |                                                                                     |
| — заседања АВНОЈ | — заседања АСНО Србије                                                              |
| — заседања АСНО Македоније | — заседања ЗАВНО Хрватске                                                           |
| — заседања ЗАВНО БиХ | — заседања ЗАВНО Црне Горе                                                          |
| — заседања ЗАВНО Санџака | — заседања Словеначког НОВ                                                          |